# Neomonecphora nigropraetexta
Neomonecphora nigropraetexta är en insektsart som först beskrevs av Victor Lallemand 1939.  Neomonecphora nigropraetexta ingår i släktet Neomonecphora och familjen spottstritar. Inga underarter finns listade i Catalogue of Life.